# The Angels Wash Their Faces
The Angels Wash Their Faces és una pel·lícula estatunidenca de 1939 de Warner Bros. dirigida per Ray Enright i protagonitzada per Ann Sheridan, Ronald Reagan i els Dead End Kids.

## Argument
Un jove acabat de sortir d'un reformatori es trasllada a un nou barri amb la seva germana, amb la intenció de començar una nova vida. Però es veu involucrat amb el cap de la màfia local i els polítics corruptes i aviat es veu acusat d'un incendi i un assassinat que no ha fet.

## Repartiment

### Els Dead End Kids
- Billy Halop com Billy Shafter
- Bobby Jordan com Bernie Smith
- Leo Gorcey com Leo Finnegan
- Gabriel Dell com Luigi Batteran
- Huntz Hall com Huntz Gartman
- Bernard Punsly com Luke 'Sleepy' Arkelian

### Repartiment addicional
- Ann Sheridan com Joy Ryan
- Ronald Reagan com Patrick Remson
- Bonita Granville com Peggy Finnegan
- Frankie Thomas com Gabe Ryan
- Margaret Hamilton com Miss Hannaberry
- Marjorie Main com Mrs. Arkelian
- Grady Sutton com Gildersleeve
- Aldrich Bowker com Turnkey
- Cy Kendell com Hynes
- Henry O'Neill com Ramson Sr.
- Eduardo Ciannelli com Martino
- Berton Churchill com alcalde Dooley
- Minor Watson com Maloney
- Jackie Searle com Alfred Goonplatz
- Bernard Nedell com Kramer
- William Hopper com fotògraf (sense acreditar)

## Producció
The Angels Wash Their Faces es va rodar sota el títol The Battle of the City Hall. Es va canviar per fer referència al títol de la pel·lícula no relacionada Angels with Dirty Faces, que també va protagonitzar Ann Sheridan i els Dead End Kids juntament amb James Cagney i Humphrey Bogart i que s'havia estrenat l'any anterior.

## Recepció
Variety va escriure que, tot i que Ray Enright va sacrificar la "plausibilitat per a l'acció", havia "dirigit amb un ull per a l'espectacularitat, inclosa una escena emocionant de l'incendi i una seqüència dramàtica de la sala de tribunals" i mai va deixar que "el ritme ràpid s'alleugés", mentre que el "guió no segueix el ritme vertiginós de la trama".